# شارع عمر المختار (غزة)
شارع عمر المختار هو الشارع الرئيسي في مدينة غزة، يبدأ من ميدان فلسطين إلى ساحل الشاطئ، وقد أنشئ هذا الشارع في عهد جمال باشا خلال الحرب العالمية الأولى. وفي عام 1946 وُسع الشارع بعد أن كان ضيقاً ومتعرجاً، فهُدم جزء من باب خان الزيت، ويخترق هذا الشارع وسط المدينة باتجاه شرق غرب، ويقع في ثلاثة أحياء الرمال والزيتون والدرج. توجد أهم مباني مدينة غزة في هذا الشارع. سمي هذا الشارع باسم الزعيم الليبي عمر المختار.

## تأسيسه وتسميته
في أواخر العهد العثماني، وبالتحديد في العقد الأول من القرن العشرين، قام جمال باشا السفاح بشق شارع في قلب مدينة غزة، يمتد من جامع الشيخ شعبان البنك العربي حالياً إلى منطقة تعرف بـ "سوق العملة"، وهي منطقة تاريخية تكثر فيها المباني الأثرية.
إلى ذلك الحين كان يطلق على الشارع اسم الشارع الكبير، وظل على هذا الاسم حتى عام 1934 من القرن الماضي، ثم أطلق عليه بعد ذلك اسم شارع جمال باشا، وذلك أثناء الحرب العالمية الأولى، نسبة إلى جمال باشا السفاح، قائد الفرقة الرابعة للجيش التركي في الحرب العالمية الأولى . وعندما اعتلى رئاسة بلدية غزة فهمي بك الحسيني، عقد مجلساً بلدياً برئاسته، كان من أهم بنوده تغيير اسم الشارع إلى عمر المختار، نسبة إلى المجاهد الليبي الشهير، الذي أعدمته قوات الاحتلال الإيطالية الفاشستية، ولكن القنصل الإيطالي في القدس حينها اعترض بشدة على هذه التسمية، وحاول جاهداً منع الحسيني من إتمام التسمية، فضلاً عن رفض الانتداب البريطاني لهذا الاسم.
لم يكترث الحسيني لهذه الاعتراضات، وظل مصمماً على تغيير اسم الشارع إلى عمر المختار.
بعد الاحتلال الإسرائيلي لقطاع غزة سنة 1967، كان شارع عمر المختار الذي يمتد حالياً من حي الشجاعية شرق مدينة غزة وحتى ميناء الصيادين غرب المدينة، يمثل مسرحاً للمواجهات مع قوات الاحتلال، والإضرابات التجارية احتجاجاً على الجرائم الإسرائيلية خصوصاً خلال الانتفاضة الفلسطينية الكبرى (1987-1993).

## سوق مركزي ومآثر تاريخية

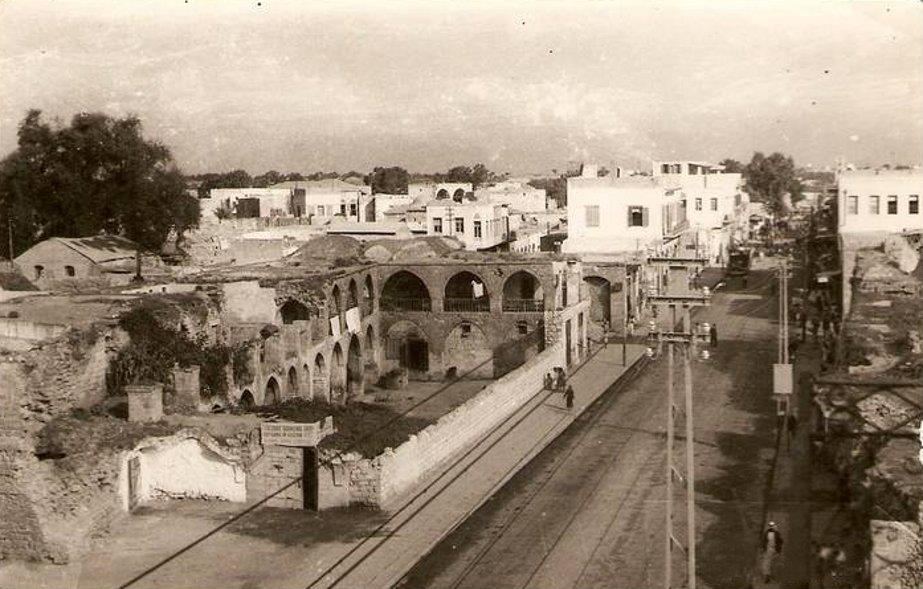
شارع عمر المختار بغزة سنة 1945

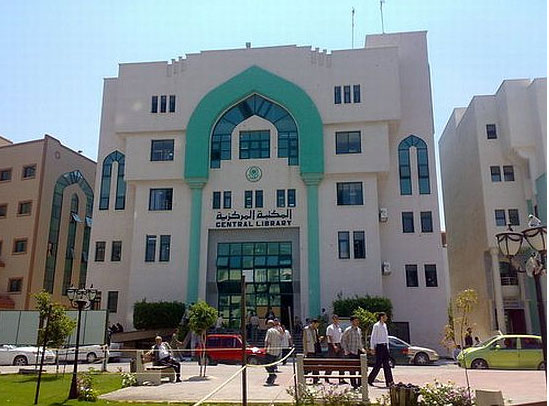
مكتبة غزة المركزية قبل تدميرها

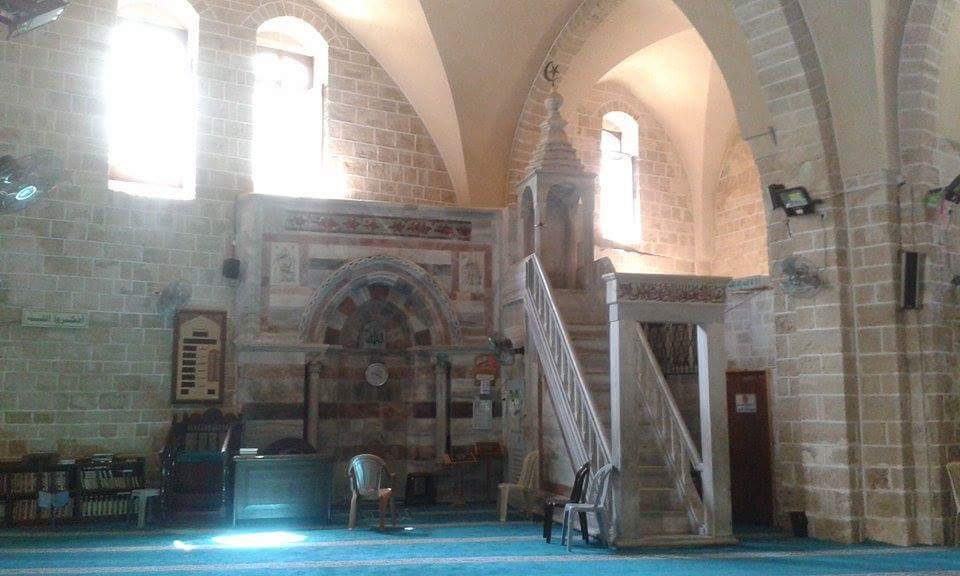
منبر المسجد العمري بشارع عمر المختار بغزة

يتمتع شارع عمر المختار في وقتنا الحالي بتعدد أسواقه التي تكتظ أيضا بالمحال التجارية متعددة الأنشطة، مثل سوق «القيسارية»، يجمع هذا الشارع من خلال ما فيه من أسواق، كافة طبقات المجتمع الغزي.
ومن أهم مآثر هذا الشارع الأثرية، حمام السمرة وهو حمام أثري تشير الوثائق التاريخية إلى أنه يعود لفترة الحكم العثماني، من الأثريات المميزة لهذا الشارع، البلدية القديمة الجميلة، الموجودة في وسط الشارع، بنيت فترة رئاسة فهمي بك الحسيني.
- سوق «القيسارية أو سوق الذهب (سوق الذهب)
- المسجد العمري الكبير [4]
- مسجد كاتب ولاية [5]
- كنيسة القديس برفريريوس
- مكتبة غزة العامة (دمرتها إسرائيل عام 2024)
- المركز الفلسطيني لحقوق الإنسان
- قاعة بلدية غزة
- حمام السمرة
- مركز رشاد الشوا الثقافي [6] وهو  أول مركز ثقافي يبني في فلسطين, و قد تم إتمام الـعمل في المبني عام 1988م[7]

## ميدان الصحافة
في يونيو من سنة 2021 دشنت بلدية غزة ومنتدى الإعلاميين الفلسطينيين، ميدان الصحافة الواقع على تقاطع شارعي الجلاء والوحدة المعروف بمفترق " ضبيط " غرب المدينة تقديراً وعرفاناً لشهداء مهنة الصحافة ودور الصحفيين ووسائل الإعلام خلال العدوان الإسرائيلي على قطاع غزة. عدد من  الصحفيين الغزيين استشهدوا جراء قصف الاحتلال الإسرائيلي ومن بينهم الصحفي يوسف أبو حسين (استشهدفي ماي 2021) 

## القصف الإسرائيلي
في دجنبر 2023 قصفت قوات الاحتلال الإسرائيلي شارع عمر المختار في منطقة الساحة التي تضم مباني أثرية لم تسثتني من  للقصف كقصر الباشا التاريخي والمسجد العمري التاريخي